# 喜多院

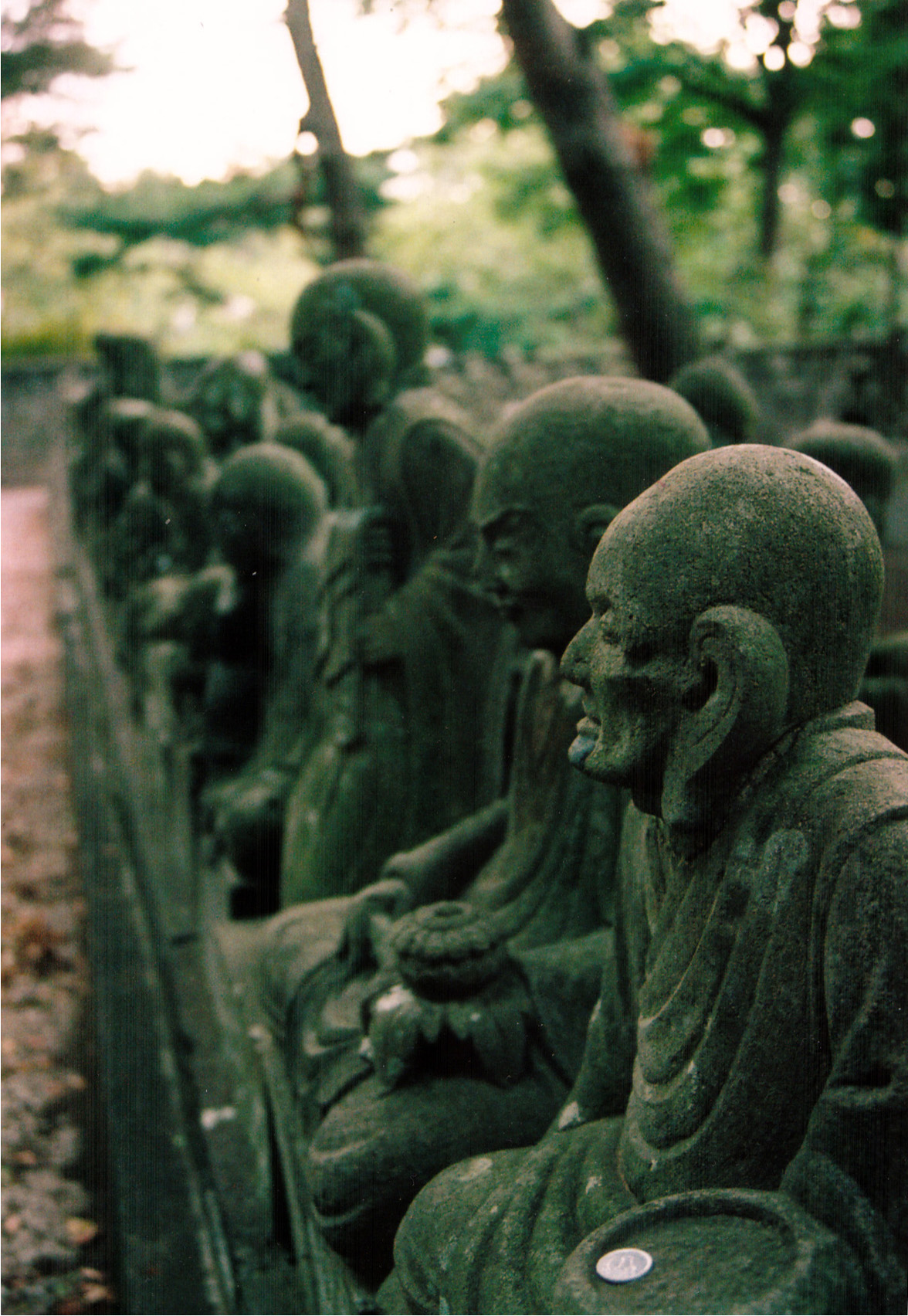
境内の五百羅漢像

喜多院（きたいん）は、埼玉県川越市にある天台宗の寺院。山号は星野山（せいやさん）。本尊は阿弥陀如来。慈恵堂には良源（慈恵大師、元三大師とも）を祀り川越大師の別名で知られる。小江戸川越七福神第3番札所であり大黒天を祀る。

## 概略
喜多院はかつての小仙波村に属し、武蔵野台地の東端、川越城の南に位置する。
建物の多くが重要文化財に指定され、寺宝にも貴重な美術工芸品を多く有する。広大な境内は池や掘を廻らせた景勝地となっている。1月3日の初大師（だるま市）、節分、長月護摩講塔、七五三、菊祭りなど諸行事はむろん、四季折々の行楽客で賑わう。境内にある五百羅漢の石像も有名である。毎年、正月三が日の初詣には埼玉県内の寺院の中では最も多い約40万人の参詣客が訪れる。
川越七福神の大黒天は本堂の右側に祀られている。

## 歴史
平安初期の天長7年（830年）、淳和天皇の命で円仁（慈覚大師）が天台宗の教えを東国に広めるために無量寿寺として開創したのが始まりとされる。当時の無量寿寺は阿弥陀如来を本尊として、不動明王・毘沙門天を脇侍として祀った。その後、平将門の乱や比企の乱によって、無量寿寺は衰退する。
その後、鎌倉時代後期の永仁4年（1296年）に、伏見天皇が天台宗の川田谷泉福寺の中興三世の僧侶であった尊海僧正に勅願寺無量寿寺の再興を命じる。関東天台宗の本山とした。上代文学研究者の山野清二郎は、二度の蒙古襲来によって北条執権に対する不満が高まっており、承久の乱以来失墜していた朝廷・公家の権威と存在感の回復を示すためと推測している。また尊海は成田氏の助力を受け、まず仏地院（中院）を再建し、天台の教えを広めるためとして、1301年（正安3年）後伏見天皇から関東天台宗580余りの寺すべての本山たる地位を与えられた。その後、仏蔵院（北院）、多聞院（南院）を建立した。後奈良天皇からは｢星野山（現在の山号）｣の勅額を賜るが、戦国時代の後北条氏と扇谷上杉氏との間の河越夜戦をはじめとする約10年に及ぶ合戦において1537年 （天文6年）に炎上し、寺勢も衰退した。
慶長4年（1599年）、徳川家の尊崇が厚かった天海僧正が第27世住職として入寺し、寺号を喜多院と改めた。川越藩主となった老中・酒井忠利は喜多院の再興に当たった。慶長18年（1613年）には徳川秀忠の関東天台法度により関東天台総本山と定められ、500石の寺領を賜った。また、山号も東の比叡山を意味する｢東叡山｣に改められ、ますます隆盛を誇ることになる。なお、東叡山の山号はのちに上野寛永寺に移る。寛永15年（1638年）、川越大火で山門と経蔵以外の伽藍を焼失するが、翌年、徳川家光の命で、江戸城紅葉山御殿の一部を移築した。これが今に残る客殿、書院、庫裏であり、これらを運ぶために新河岸川の舟運が開かれた。川越藩主を経て幕閣で老中にあった堀田正盛は喜多院や仙波東照宮再建の奉行を命ぜられ、天海を助けた。4代将軍・徳川家綱は200石を加増し750石・寺域48,000坪の大寺となり、徳川家に厚く保護され隆盛した。
なお、永禄年間（1558年 - 1570年）頃までは北院・中院・南院の3院が存在していたが、寛永10年（1633年）に中院のあった場所に仙波東照宮が建てられた為、中院はさらに200m南方に移動し、南院は明治の初めに廃院となり、その一角とされる場所には数十基の石の塔婆が残っている。
「日本三大羅漢」の1つ・五百羅漢は天明2年（1782年）から文政8年（1825年）の半世紀にわたって建立されたもので、538体の石仏が鎮座する。石仏はすべてが異なる表情・ポーズであるが、深夜、羅漢の頭を撫でると1つだけ温かいものが必ずあり、それは亡くなった親の顔に似ている、という伝承が残る。
越前松平家の流れを汲む松平大和守家の川越藩主（川越で逝去した松平朝矩から松平直侯まで5人）の廟もある。

## 喜多院ゆかりの人物

### 慈恵大師良源
912年（延喜12年） - 985年（永観3年）
喜多院の通称「川越のお大師さま」は、平安時代の僧侶「慈恵大師良源（じえだいしりょうげん）」のことをいう。
慈恵大師は、比叡山の復興、衆僧の指導、修学の奨励、規範の確立などに務め、966年（康保3年）に55才の若さで、第18代天台座主に就任した。1月3日に亡くなったことから、「元三大師（がんざんだいし）」とも呼ばれている。
慈恵大師の母が、観音様に祈願をして大師を授かったことから、幼名を「観音丸」といい、このことから後に、大師は観音さまの化身・生まれ変わりと信仰された。また、円融天皇の時代、修法中の慈恵大師の姿が、不動明王に見えたと伝えられており、このことから不動明王の化身とも云われている。
このように、慈恵大師良源は一人の高僧というだけではなく、仏様（観音様）として信仰されており、喜多院の本堂（慈恵大師堂）では中央に慈恵大師良源の尊像を如意輪観音として祀り、左右にお不動様を祀っている。なお、この本堂は、座って耳を澄ますと、どこからともなく波の音が聞こえるという言い伝えから「潮音殿」とも呼ばれている。

## 建築物
- 客殿（重要文化財） - 寛永15年（1638年）建立。川越大火の後に移築されたもので、書院、庫裏とあわせ江戸城紅葉山（皇居）の別殿になる。12畳半2室、17畳半2室、10畳2室になっている。天井には彩色による81枚の花模様がある。湯殿と厠（便所）も設けられている。なお、江戸城にあった頃、厠では毎日検便され、徳川家光の健康状態が確かめられていたという。12畳半のうち一室が上段の間で、床と違い棚が設けられている。この上段の間は、この建物が江戸城にあった頃、3代将軍徳川家光がここで生まれたことから、｢徳川家光公　誕生の間｣と呼ばれている。
- 書院（重要文化財） - 寛永16年（1639年）建立。客殿と同じく江戸城紅葉山（皇居）の別殿を移築したものになる。8畳2室、12畳2室からなり、一部に中2階がある。これらの部屋は、この建物が江戸城にあった頃、徳川家光の乳母である春日局が使用していた部屋で、｢春日局化粧の間｣と呼ばれている。
- 庫裏（重要文化財） - 寛永15年（1638年）建立。
- 山門（重要文化財） - 寛永9年（1632年）、天海僧正により建立。喜多院で現存する最古の建物。
- 鐘楼門（附:銅鐘）（重要文化財） - 元禄15年（1702年）建立。
- 慈眼堂（重要文化財） - 正保2年（1645年）建立。慈眼大師天海を祀る。厨子に入った天海僧正の木像が安置されている。
- 仙波東照宮（重要文化財）
- 慈恵堂（県指定有形文化財（建造物））　中央に慈恵大師をまつり、左右に不動明王をまつる。
- 多宝塔（県指定有形文化財（建造物））

### 江戸城遺構
江戸城にあった建物は川越に最も現存している。1638年（寛永15年）の川越大火で焼失した際、3代将軍徳川家光の命で江戸城の建物が移築された。客殿には徳川家光誕生の間と言われている部屋があり、家光の乳母春日局の間を含む書院、庫裏も移築されている（全て国の重要文化財）。喜多院の北方には江戸末期に建設された川越城本丸御殿が現存しており、江戸時代初期と末期の御殿建築を直接比較することができる。

### 松平大和守家廟所
慈恵堂の裏手に、石の柵に囲まれた大きな五輪塔が並んでいる。ここは1767年明和4年から1866年慶応2年まで川越藩主であった松平大和守家歴代藩主の墓がある廟所になっている。

松平大和守家は、徳川家康公の次男結城秀康の子直基を藩祖にする。松平大和守が川越藩主であった7代約100年の間に川越で亡くなった5人の藩主（朝矩、直恒、直温、斉典、直候）が葬られている。なお、墓石が崩れる恐れがあるため、内部に入ることは禁止されている。

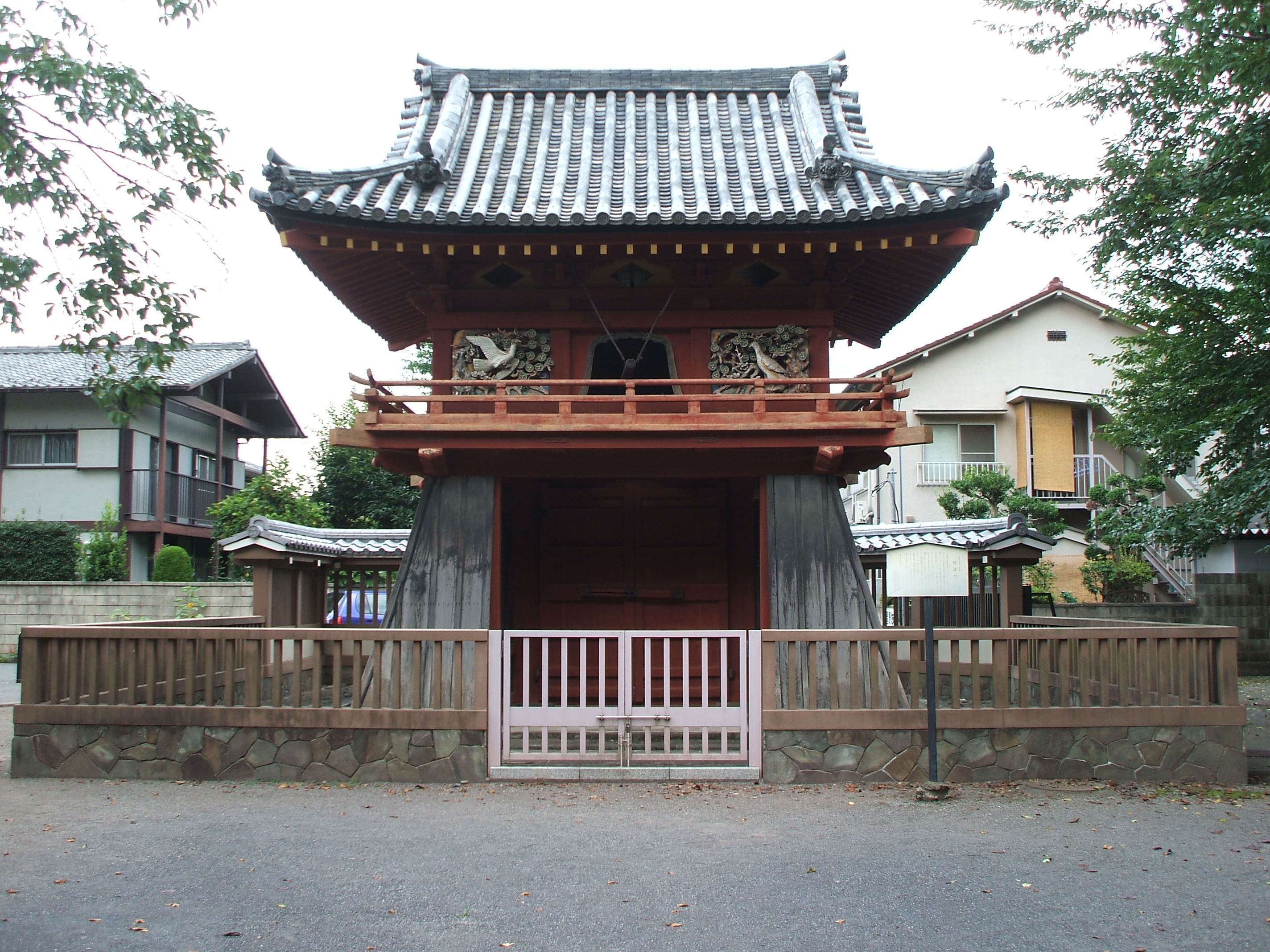
鐘楼門（重要文化財）
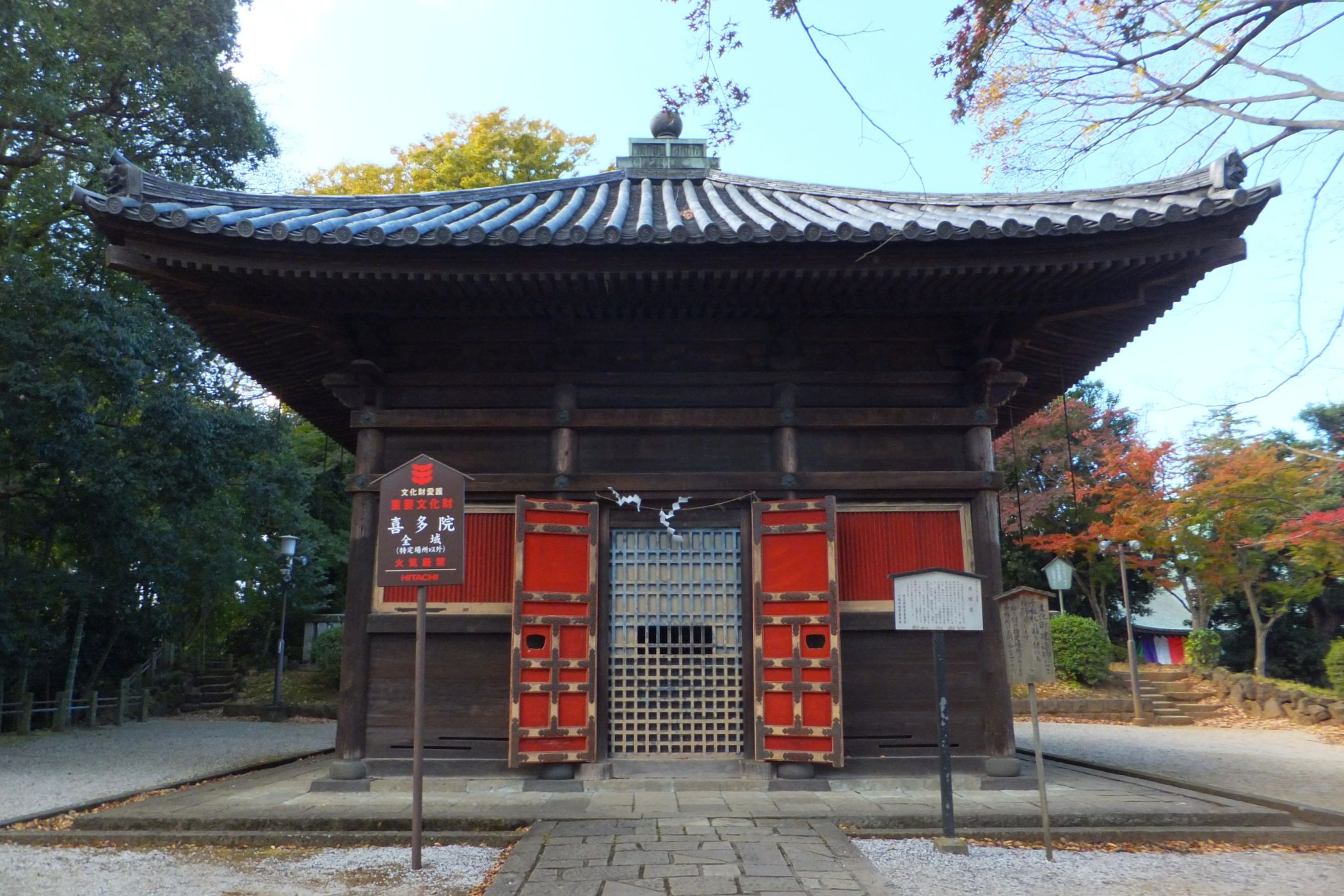
慈眼堂（重要文化財）
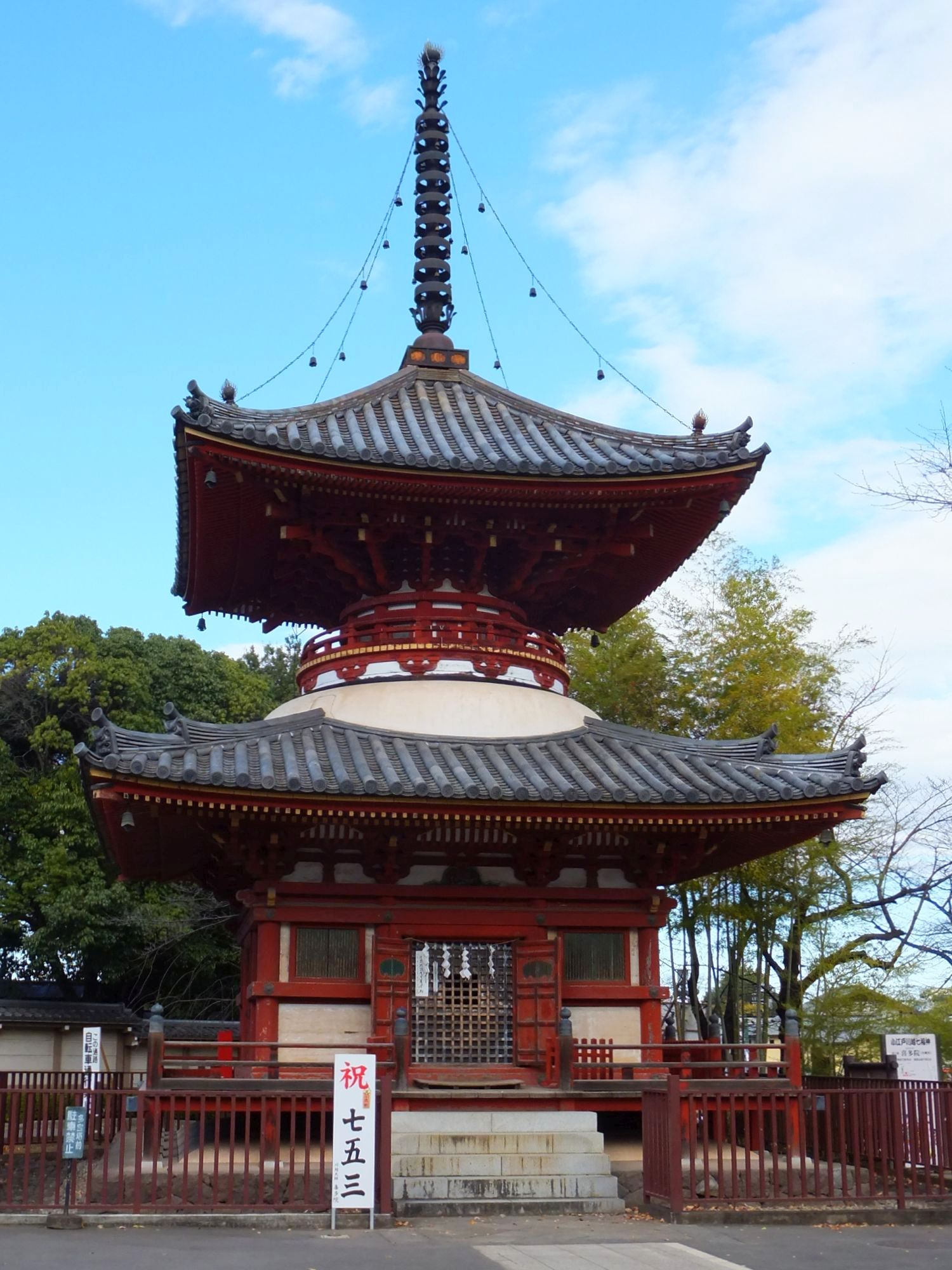
多宝塔
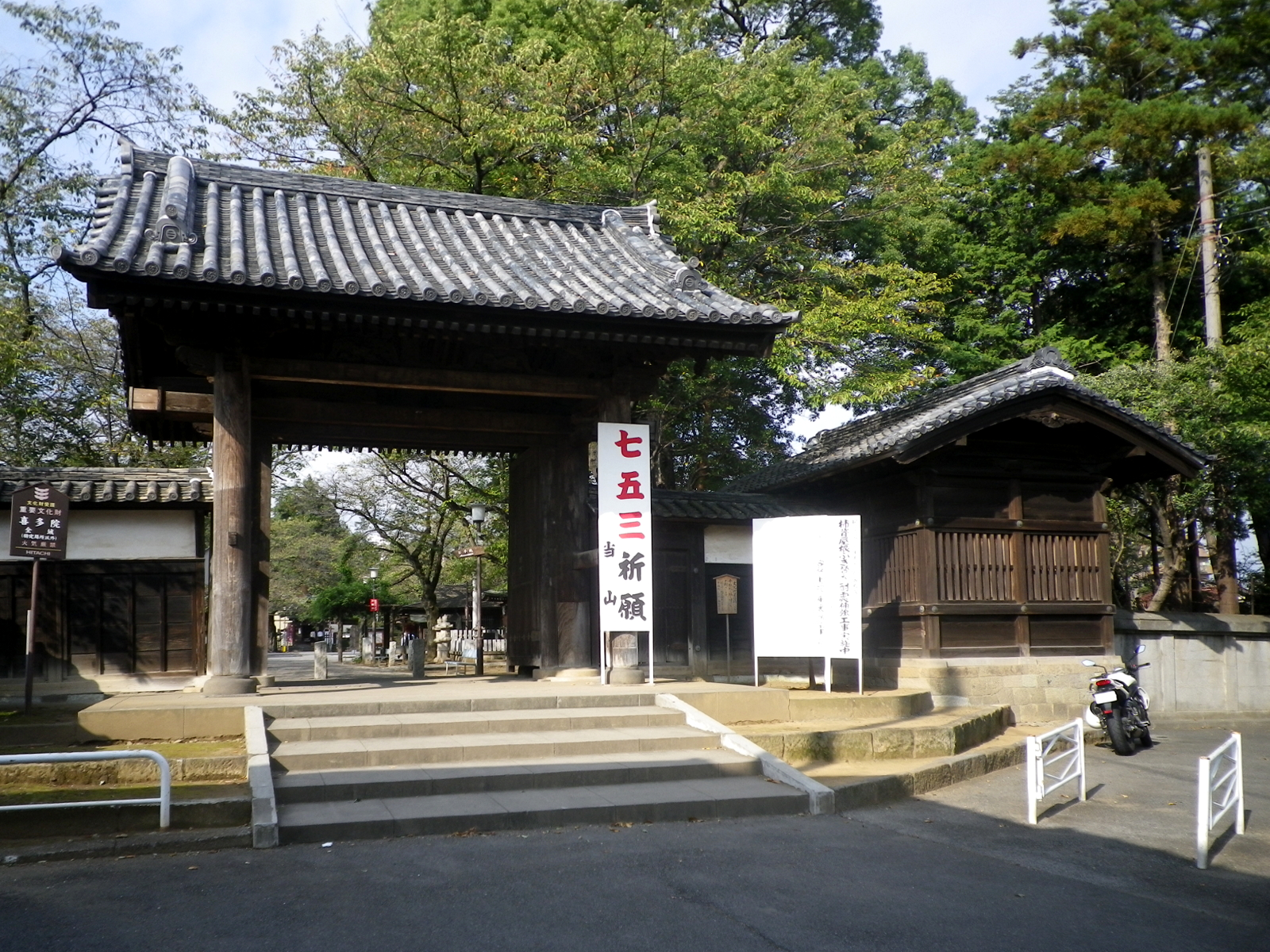
山門（重要文化財）

## 文化財

### 国指定重要文化財
- 客殿（附：渡廊）
- 書院
- 庫裏（附：玄関・玄関広間・渡廊及び接続室〔合1棟〕）
- 慈眼堂（附：厨子）
- 鐘楼門（附：銅鐘）
- 山門（附：棟札）
- 紙本著色職人尽絵 六曲屏風一双 狩野吉信筆
- 宋版一切経 4,686帖
- 太刀 銘友成（附：糸巻太刀拵）
- 銅鐘 正安2年（1300年）銘

### 埼玉県指定有形文化財
- 番所（建造物） 1956年（昭和31年）3月23日指定
- 慈恵堂（建造物） 1968年（昭和43年）12月17日指定
- 多宝塔（建造物） 1968年（昭和43年）12月17日指定
- 木造天海僧正坐像（彫刻） 1956年（昭和31年）11月1日指定
- 黒地小花模様小紋帷子（工芸品） 2018年（平成30年）2月27日指定
- 白綾地松竹鶴亀宝尽模様産着（工芸品） 2018年（平成30年）2月27日指定
- 天海関係文書　付紙本着色天海画像（書跡・典籍・古文書） 1981年（昭和56年）3月27日指定
- 喜多院日鑑（書跡・典籍・古文書） 2000年（平成12年）3月17日指定、 2014年（平成26年）3月11日追加指定
- 徳川将軍献上太刀（歴史資料） 1977年（昭和52年）3月29日指定

### 埼玉県指定記念物
- 暦応の古碑（史跡） 1954年（昭和29年）10月23日指定

### 川越市指定有形文化財
- 薙刀　銘（表）武テルヨシ（裏）なし（工芸品） 1970年（昭和45年）5月22日指定
- 延文の板碑（考古資料） 1988年（昭和63年）1月29日指定
- 天海版一切経（書跡・典籍・古文書） 1970年（昭和45年）1月12日指定

### 川越市指定有形民俗文化財
- 五百羅漢 1970年（昭和45年）1月12日指定

### 川越市指定記念物
- 松平大和守家廟所（史跡） 1958年（昭和33年）3月6日指定
- 喜多院（史跡） 1958年（昭和33年）3月6日指定

### ギャラリー（五百羅漢像）
|  |  |  |  |

|  |  |  |  |  |  |

|  |  |  |  |  |  |

|  |  |  |  |  |  |

|  |  |  |  |  |  |

|  |  |  |  |  |  |

|  |  |

## 所在地
埼玉県川越市小仙波町1-20-1

## 交通アクセス
- 東武東上線・JR川越線 川越駅下車 徒歩約20分
- 東武東上線 川越市駅下車 徒歩約18分
- 西武新宿線 本川越駅下車 徒歩約15分

## 一部施設の拝観について
客殿、書院など、一部施設の拝観については拝観時間・拝観料が設定されている。詳細は外部リンクの節にある公式サイトにて確認されたい。